# Oscaruddelingen 2025
Oscaruddelingen 2025 (the 97th Academy Awards) er den 97. udgave af Oscaruddelingen. Showet fandt sted den 2. marts 2025 i Dolby Theatre i Hollywood, Los Angeles. Ved arrangementet blev der uddelt Oscar-priser i 23 kategorier til film udgivet i 2024. Komikeren Conan O'Brien var vært for showet for første gang.
Anora vandt fem priser, herunder Bedste Film.  Andre vindere inkluderede The Brutalist med tre priser; Dune: Part Two, Emilia Pérez og Wicked med to priser hver; og Conclave, Flow, I'm Not a Robot, I'm Still Here, In the Shadow of the Cypress, No Other Land, The Only Girl in the Orchestra, A Real Pain og The Substance med én pris hver.

## Vindere og nominerede
| Bedste film - Anora – Alex Coco, Samantha Quan, and Sean Baker, producers ‡ - The Brutalist – Nick Gordon, Brian Young, Andrew Morrison, D.J. Gugenheim og Brady Corbet - A Complete Unknown – Fred Berger, James Mangold, og Alex Heineman - Conclave – Tessa Ross, Juliette Howell og Michael A. Jackman - Dune: Part Two – Mary Parent, Cale Boyter, Tanya Lapointe, og Denis Villeneuve - Emilia Pérez – Pascal Caucheteux og Jacques Audiard - I'm Still Here – Maria Carlota Bruno og Rodrigo Teixeira - Nickel Boys – Dede Gardner, Jeremy Kleiner, og Joslyn Barnes - The Substance – Coralie Fargeat, Tim Bevan og Eric Fellner - Wicked – Marc Platt | Bedste instruktør - Sean Baker – Anora ‡ - Brady Corbet – The Brutalist - James Mangold – A Complete Unknown - Jacques Audiard – Emilia Pérez - Coralie Fargeat – The Substance |
| Bedste mandlige hovedrolle - Adrien Brody – The Brutalist som László Tóth ‡ - Timothée Chalamet – A Complete Unknown som Bob Dylan - Colman Domingo – Sing Sing som John "Divine G" Whitfield - Ralph Fiennes – Conclave som Kardinal Thomas Lawrence - Sebastian Stan – The Apprentice som Donald Trump | Bedste kvindelige hovedrolle - Mikey Madison – Anora som Anora "Ani" Mikheeva ‡ - Cynthia Erivo – Wicked som Elphaba Thropp - Karla Sofía Gascón – Emilia Pérez som Emilia Pérez / Juan "Manitas" Del Monte - Demi Moore – The Substance som Elisabeth Sparkle - Fernanda Torres – I'm Still Here som Eunice Paiva |
| Bedste mandlige birolle - Kieran Culkin – A Real Pain som Benji Kaplan ‡ - Yura Borisov – Anora som Igor - Edward Norton – A Complete Unknown som Pete Seeger - Guy Pearce – The Brutalist som Harrison Lee Van Buren Sr. - Jeremy Strong – The Apprentice som Roy Cohn | Bedste kvindelige birolle - Zoe Saldaña – Emilia Pérez som Rita Mora Castro ‡ - Monica Barbaro – A Complete Unknown som Joan Baez - Ariana Grande – Wicked som Galinda "Glinda" Upland - Felicity Jones – The Brutalist som Erzsébet Tóth - Isabella Rossellini – Conclave som Søster Agnes |
| Bedste originale manuskript - Anora – Sean Baker ‡ - The Brutalist – Brady Corbet and Mona Fastvold - A Real Pain – Jesse Eisenberg - September 5 – Moritz Binder and Tim Fehlbaum; co-written by Alex David - The Substance – Coralie Fargeat | Bedste filmatisering - Conclave – Peter Straughan; based on the novel by Robert Harris ‡ - A Complete Unknown – James Mangold and Jay Cocks; based on the book Dylan Goes Electric! by Elijah Wald - Emilia Pérez – Jacques Audiard; in collaboration with Thomas Bidegain, Léa Mysius, and Nicolas Livecchi; based on the opera libretto Emilia Pérez by Jacques Audiard and the novel Écoute by Boris Razon - Nickel Boys – RaMell Ross and Joslyn Barnes; based on the novel The Nickel Boys by Colson Whitehead - Sing Sing – Screenplay by Greg Kwedar and Clint Bentley; story by Greg Kwedar, Clint Bentley, Clarence Maclin, and John "Divine G" Whitfield; based on the book The Sing Sing Follies by John H. Richardson and the play Breakin' the Mummy's Code by Brent Buell |
| Bedste animationsfilm - Flow – Gints Zilbalodis, Matīss Kaža, Ron Dyens, and Gregory Zalcman ‡ - Inside Out 2 – Kelsey Mann and Mark Nielsen - Memoir of a Snail – Adam Elliot and Liz Kearney - Wallace & Gromit: Vengeance Most Fowl – Nick Park, Merlin Crossingham, and Richard Beek - The Wild Robot – Chris Sanders and Jeff Hermann | Bedste udenlandske film - I'm Still Here (Brazil) in Portuguese – directed by Walter Salles ‡ - Emilia Pérez (France) in Spanish – directed by Jacques Audiard - Flow (Latvia) – directed by Gints Zilbalodis - The Girl with the Needle (Denmark) in Danish – directed by Magnus von Horn - The Seed of the Sacred Fig (Germany) in Persian – directed by Mohammad Rasoulof |
| Bedste dokumentarfilm - No Other Land – Basel Adra, Rachel Szor, Hamdan Ballal, and Yuval Abraham ‡ - Black Box Diaries – Shiori Itō, Eric Nyari, and Hanna Aqvilin - Porcelain War – Brendan Bellomo, Slava Leontyev, Aniela Sidorska, and Paula DuPré Pesmen - Soundtrack to a Coup d'Etat – Johan Grimonprez, Daan Milius, and Rémi Grellety - Sugarcane – Julian Brave NoiseCat, Emily Kassie, and Kellen Quinn | Bedste korte dokumentar - The Only Girl in the Orchestra – Molly O'Brien and Lisa Remington ‡ - Death by Numbers – Kim A. Snyder and Janique L. Robillard - I Am Ready, Warden – Smriti Mundhra and Maya Gnyp - Incident – Bill Morrison and Jamie Kalven - Instruments of a Beating Heart – Ema Ryan Yamazaki and Eric Nyari |
| Bedste kortfilm - I'm Not a Robot – Victoria Warmerdam and Trent ‡ - A Lien – Sam Cutler-Kreutz and David Cutler-Kreutz - Anuja – Adam J. Graves and Suchitra Mattai - The Last Ranger – Cindy Lee and Darwin Shaw - The Man Who Could Not Remain Silent – Nebojša Slijepčević and Danijel Pek | Bedste korte animationsfilm - In the Shadow of the Cypress – Shirin Sohani and Hossein Molayemi ‡ - Beautiful Men – Nicolas Keppens and Brecht Van Elslande - Magic Candies – Daisuke Nishio and Takashi Washio - Wander to Wonder – Nina Gantz and Stienette Bosklopper - Yuck! – Loïc Espuche and Juliette Marquet |
| Bedste musik - The Brutalist – Daniel Blumberg ‡ - Conclave – Volker Bertelmann - Emilia Pérez – Clément Ducol and Camille - Wicked – John Powell and Stephen Schwartz - The Wild Robot – Kris Bowers | Bedste sang - "El Mal" from Emilia Pérez – Music by Clément Ducol and Camille; lyrics by Clément Ducol, Camille, and Jacques Audiard ‡ - "The Journey" from The Six Triple Eight – Music and lyrics by Diane Warren - "Like a Bird" from Sing Sing – Music and lyrics by Abraham Alexander and Adrian Quesada - "Mi Camino" from Emilia Pérez – Music and lyrics by Camille and Clément Ducol - "Never Too Late" from Elton John: Never Too Late – Music and lyrics by Elton John, Brandi Carlile, Andrew Watt, and Bernie Taupin |
| Bedste lyd - Dune: Part Two – Gareth John, Richard King, Ron Bartlett, and Doug Hemphill ‡ - A Complete Unknown – Tod A. Maitland, Donald Sylvester, Ted Caplan, Paul Massey, and David Giammarco - Emilia Pérez – Erwan Kerzanet, Aymeric Devoldère, Maxence Dussère, Cyril Holtz, and Niels Barletta - Wicked – Simon Hayes, Nancy Nugent Title, Jack Dolman, Andy Nelson, and John Marquis - The Wild Robot – Randy Thom, Brian Chumney, Gary A. Rizzo, and Leff Lefferts | Bedste scenografi - Wicked – Production Design: Nathan Crowley; Set Decoration: Lee Sandales ‡ - The Brutalist – Production Design: Judy Becker; Set Decoration: Patricia Cuccia - Conclave – Production Design: Suzie Davies; Set Decoration: Cynthia Sleiter - Dune: Part Two – Production Design: Patrice Vermette; Set Decoration: Shane Vieau - Nosferatu – Production Design: Craig Lathrop; Set Decoration: Beatrice Brentnerová |
| Bedste fotografering - The Brutalist – Lol Crawley ‡ - Dune: Part Two – Greig Fraser - Emilia Pérez – Paul Guilhaume - Maria – Edward Lachman - Nosferatu – Jarin Blaschke | Bedste makeup og hår - The Substance – Pierre-Olivier Persin, Stéphanie Guillon, and Marilyne Scarselli ‡ - A Different Man – Mike Marino, David Presto, and Crystal Jurado - Emilia Pérez – Julia Floch Carbonel, Emmanuel Janvier, and Jean-Christophe Spadaccini - Nosferatu – David White, Traci Loader, and Suzanne Stokes-Munton - Wicked – Frances Hannon, Laura Blount, and Sarah Nuth |
| Bedste kostumer - Wicked – Paul Tazewell ‡ - A Complete Unknown – Arianne Phillips - Conclave – Lisy Christl - Gladiator II – Janty Yates and Dave Crossman - Nosferatu – Linda Muir | Bedste klipning - Anora – Sean Baker ‡ - The Brutalist – Dávid Jancsó - Conclave – Nick Emerson - Emilia Pérez – Juliette Welfling - Wicked – Myron Kerstein |
| Bedste visuelle effekter - Dune: Part Two – Paul Lambert, Stephen James, Rhys Salcombe, and Gerd Nefzer ‡ - Alien: Romulus – Eric Barba, Nelson Sepulveda-Fauser, Daniel Macarin, and Shane Mahan - Better Man – Luke Millar, David Clayton, Keith Herft, and Peter Stubbs - Kingdom of the Planet of the Apes – Erik Winquist, Stephen Unterfranz, Paul Story, and Rodney Burke - Wicked – Pablo Helman, Jonathan Fawkner, David Shirk, and Paul Corbould | |